# Шаховски турнир у Бечу
Рангирање турнира је базирано на основу рејтинга играча који учествују и који су међу првих 10 у свету. У Бечу 1882. и Линаресу 1992. учествовало је свих десет најбољих на свету, у Цириху/Нојхаузену првих девет, итд.

## 1873.
Одржана је те године светска изложба која је имала за циљ да прикаже нови Беч. Огромне грађевине су монтиране у Пратеру и отварање је било 1. маја. Нажалост, колера је харала градом од јула до септембра. Многи гости су посетили изложбу тек у октобру и новрембру.
За време епидемије шаховски турнир се играо у просторијама бечког шаховског клуба и трајао од 21. јула до 29. августа 1873.

### Табела „Беч 21.07.-29.08.1873."
| №   | Велемајстор          | Држава           | 1  | 2  | 3  | 4  | 5  | 6  | 7  | 8  | 9  | 10 | 11 | 12 |  | Поени |
| --- | -------------------- | ---------------- | -- | -- | -- | -- | -- | -- | -- | -- | -- | -- | -- | -- |  | ----- |
| 1.  | Џозеф Хенри Блекбурн | Енглеска         |    | 2½ | 2  | ½  | 2  | 2  | 2  | 2  | 2  | 2  | 2½ | 2  |  | 21½   |
| 2.  | Вилхелм Штајниц      | Сједињене Државе | ½  |    | 2  | 2  | 2  | 2  | 2  | 2  | 2  | 2  | 2  | 2  |  | 20½   |
| 3.  | Адолф Андерсен       | Немачка          | 1  | 1  |    | 2  | 2  | 2  | 2  | 1½ | 2  | 2  | 2  | 2½ |  | 19    |
| 4.  | Семјуел Розентал     | Француска        | 2½ | 0  | 1  |    | 1½ | 0  | 2  | 2  | 2  | 2  | 2  | 2  |  | 17    |
| 5.  | Луис Паулсен         | Немачка          | 1  | 0  | 0  | 1½ |    | 2  | 1½ | 2  | 2½ | 1½ | 2  | 2  |  | 16    |
| 6.  | Хенри Едвард Бирд    | Енглеска         | 0  | 0  | 1  | 2  | 0  |    | 1½ | 2  | 2  | 2  | 2  | 2  |  | 14½   |
| 7.  | Јозеф Херал          | Аустрија         | 0  | 0  | 1  | 1  | 1½ | 1½ |    | 1½ | 1½ | 1½ | 1½ | 1  |  | 12    |
| 8.  | Максимилијан Флајсиг | Аустрија         | 1  | 1  | 1½ | 0  | 0  | 0  | 1½ |    | 2  | 1½ | 1  | 2  |  | 11½   |
| 9.  | Филип Мајтнер        | Аустрија         | 0  | 1  | 1  | 0  | ½  | 0  | 1½ | 1  |    | 2½ | 2  | 2  |  | 11½   |
| 10. | Адолф Шварц          | Аустрија         | 1  | 0  | 1  | 0  | 1½ | 0  | 1½ | 1½ | ½  |    | 1½ | 2  |  | 10½   |
| 11. | Оскар Гелфус         | Чехословачка     | ½  | 0  | 0  | 1  | 0  | 0  | 1½ | 2  | 1  | 1½ |    | 2½ |  | 10    |
| 12. | Карл Пичер           | Чехословачка     | 1  | 0  | ½  | 0  | 0  | 0  | 2  | 0  | 0  | 1  | ½  |    |  | 5     |

## 1882.
Крем шаховског света се сјатио на турнир да тестира енергију старог фаворита, Вилхелма Штајница. Свих десет играча рангираних у првих 10 су дошли на турнир. Учешће је узело 18 шахиста. Џејмс Масон и Џорџ Мекензи су дошли из САД, Симон Винавер и Михаил Чигорин из Русије да учествују у најрепрезентативнијем турнир до тада. Кајзер Франц Јозеф (1830-1916) је победнику додељивао 2000 аустријских круна.
Турнир се одиграо од 10. маја до 24. јуна 1882. Партије су почињале у 10 пре подне и трајале су до 24 часа. Играчи су били у обавези да одиграју 15 потеза за један сат игре. Пауза се правила после 4 сата игре, а затим настављала не више од 2 сата. Уколико се партија није завршила до поноћи, прекидала се. Морало је да се одигра минимум 90 потеза за дан!
Штајниц није играо озбиљније партије од када је потукао Хенрија Блекбума (+ 7) у мечу 1876, али је очекивао да је у доброј форми.
После прве рунде повео је Мекензи са пола поена предности испред Винавера и поен предности у односу на Штајница. Ипак су Штајниц и Винавер до краја турнира успели да га претекну и да заврше са по 24 поене, један више од трећепласираног. После две додатне партије је резултат био 1:1 а победник је постао Штајниц.
Штајницов стил игре је био тајновит. Каспаров је записао: „Он је био заиста претеривао на нејасним принципима. Када анализирате његове партије имате утисак да су то потуно различити играчи. Штајниц је био потпуни фајтер. Понекад је нападао у ризичном гамбиту, а други пут би се бранио повлачењем својих фигура, где је показивао своју снагу у одличној позиционој игри.

### Табела „Беч 10.05.-24.06.1882."
| №  | Велемајстор            | Држава           | 1  | 2  | 3  | 4  | 5  | 6  | 7  | 8  | 9  | 10 | 11 | 12 | 13 | 14 | 15 | 16 | 17 | 18 |  | Поени |
| -- | ---------------------- | ---------------- | -- | -- | -- | -- | -- | -- | -- | -- | -- | -- | -- | -- | -- | -- | -- | -- | -- | -- |  | ----- |
| 1  | Вилхелм Штајниц        | Сједињене Државе |    | 1½ | 1  | ½  | 1½ | 1  | 1  | 2  | 1  | 1½ | 1  | 1  | 2  | 2  | 2  | 1  | 2  | 2  |  | 24,0  |
| 2  | Симон Винавер          | Пољска           | ½  |    | 0  | 1½ | ½  | 1  | 2  | 1  | 1  | 1½ | 2  | 2  | 2  | 2  | 2  | 2  | 2  | 1  |  | 24,0  |
| 3  | Џејмс Масон            | Ирска            | 1  | 2  |    | ½  | 1½ | 1  | 1  | 2  | 2  | 1  | 1  | 2  | 1½ | 1½ | ½  | 2  | 1  | 1½ |  | 23,0  |
| 4  | Јохан Херман Цукерторт | Пољска           | 1½ | ½  | 1½ |    | 1  | ½  | ½  | 2  | 2  | 0  | 2  | 1  | 1  | 2  | 2  | 2  | 2  | 1  |  | 22,5  |
| 5  | Џорџ Хенри Мекензи     | Сједињене Државе | ½  | 1½ | ½  | 1  |    | 1  | 1½ | 1½ | ½  | 2  | 2  | 1  | 1  | 2  | 1  | 1½ | 2  | 2  |  | 22,5  |
| 6  | Џозе Хенри Блекбурн    | Енглеска         | 1  | 1  | 1  | 1½ | 1  |    | 1  | ½  | 1  | 1  | 1  | 2  | 1½ | 2  | 1  | 2  | 1  | 2  |  | 21,5  |
| 7  | Бертолд Инглиш         | Аустрија         | 1  | 0  | 1  | 1½ | ½  | 1  |    | 2  | ½  | 1  | 1  | ½  | 1  | 1  | 2  | 2  | 2  | 1½ |  | 19,5  |
| 8  | Луис Паулсен           | Немачка          | 0  | 1  | 0  | 0  | ½  | 1½ | 0  |    | 1  | 1½ | 1½ | 2  | 1½ | 1½ | 1½ | 2  | 1½ | 1½ |  | 18,5  |
| 9  | Александар Витек       | Југославија      | 1  | 1  | 0  | 0  | 1½ | 1  | 1½ | 1  |    | ½  | 1  | 1  | 1  | 1  | 1½ | 1½ | 1½ | 2  |  | 18,0  |
| 10 | Микса Вајс             | Аустрија         | ½  | ½  | 1  | 2  | 0  | 1  | 1  | ½  | 1½ |    | ½  | 2  | ½  | ½  | 1  | 0  | 2  | 2  |  | 16,5  |
| 11 | Винценц Хруби          | Италија          | 1  | 0  | 1  | 0  | 0  | 1  | 1  | ½  | 1  | 1½ |    | 1  | 1  | 2  | 1  | 1  | 1  | 2  |  | 16,0  |
| 12 | Михаил Чигорин         | Совјетски Савез  | 1  | 0  | 0  | 1  | 1  | 0  | 1½ | 0  | 1  | 0  | 1  |    | 2  | 0  | 2  | 1½ | 1  | 1  |  | 14,0  |
| 13 | Адолф Шварц            | Аустрија         | 0  | 0  | ½  | 1  | 1  | ½  | 1  | ½  | 1  | 1½ | 1  | 0  |    | ½  | 2  | ½  | 1  | 2  |  | 14,0  |
| 14 | Филип Мајтнер          | Аустрија         | 0  | 0  | ½  | 0  | 0  | 0  | 1  | ½  | 1  | 1½ | 0  | 2  | 1½ |    | 1  | 1  | 1  | 2  |  | 13,0  |
| 15 | Хенри Едвард Бирд      | Енглеска         | 0  | 0  | 1½ | 0  | 1  | 1  | 0  | ½  | ½  | 1  | 1  | 0  | 0  | 1  |    | 2  | 1½ | 1  |  | 12,0  |
| 16 | Престон Вор            | Сједињене Државе | 1  | 0  | 0  | 0  | ½  | 0  | 0  | 0  | ½  | 2  | 1  | ½  | 1½ | 1  | 0  |    | 1  | 2  |  | 11,0  |
| 17 | Јозеф Ноа              | Мађарска         | 0  | 0  | 1  | 0  | 0  | 1  | 0  | ½  | ½  | 0  | 1  | 1  | 1  | 1  | ½  | 1  |    | ½  |  | 9,0   |
| 18 | Бернард Флајсиг        | Аустрија         | 0  | 1  | ½  | 1  | 0  | 0  | ½  | ½  | 0  | 0  | 0  | 1  | 0  | 0  | 1  | 0  | 1½ |    |  | 7,0   |

Винавер је био трговац и имао је врло мало времена за шах. Његова снага је била у томе што је стрпљиво чекао грешку свог противника и показивао свој тактички таленат у реализовању предности. Овај турнир је био његов последњи успех у шаховској каријери.
| ГОДИНА | ПОБЕДНИК      | Место на које је турнир рангиран у шаховској историји |
| 1898.  | Зигберт Тараш | 41.                                                   |

## 1898.
Био је то један од најјачих турнира у шаховској историји. Учешће је узело 20 велемајстора. Играло се од 1. јуна до 25. јула 1898. Неколико учесника је отпутовало у Келн на шаховски конгрес који се одржавао у августу. Било је то бурно лето за шах.
Светски шампион Ласкер је одбио да учествује на турниру јер је број играча био већи од 16. Турнир је организован у славу педесетогодишњице доласка на трон Аустроугарске, Кајзера Франца Јозефа. Меч се одигравао у Бечком шаховском клубу. Мечеви су почињали у 10 пре подне. Временско ограничење је било 30 потеза за два сата игре. У 14 часова су се партије одлагале. Анализа одложених партија није била дозвољена.
На крају турнира прво место су делили Тараш и Пилсбури са по 27 ½ бода. У четири додатне партије победио је Зигберт Тараш са 2 ½ : 1 ½. Иза њих су се пласирали: Јановски, Штајниц, Шлехтер и Чигорин. Тараш је добио награду од 6000 круна највећу награду која је до тада додељена. 
| ГОДИНА | ПОБЕДНИК                                | Место на које је турнир рангиран у шаховској историји |
| 1903.  | Михаил Чигорин                          |                                                       |
| 1908.  | Геза Мароци, Олдрич Дурас, Карл Шлехтер | 94.                                                   |
| 1922.  | Акиба Рубинштајн                        | 90.                                                   |